# Ларедо (Кантабрія)
Ларедо (ісп. Laredo) — муніципалітет в Іспанії, у складі автономної спільноти Кантабрія. Населення — 12 591 осіб (2009).
Муніципалітет розташований на відстані близько 330 км на північ від Мадрида, 32 км на схід від Сантандера.
На території муніципалітету розташовані такі населені пункти: Ларедо (адміністративний центр), Ла-Ареноса, Ель-Кальєхо, Лас-Каркобас, Лас-Касільяс, Ла-Пескера, Тарруеса, Вільянте.

## Демографія
Динаміка населення (INE ):

## Галерея зображень

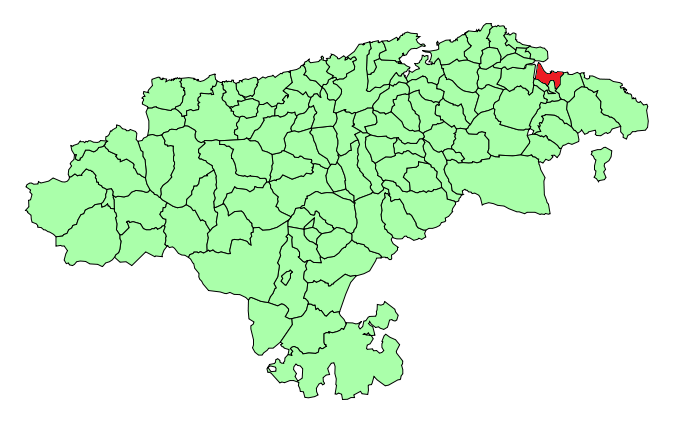
Розташування муніципалітету
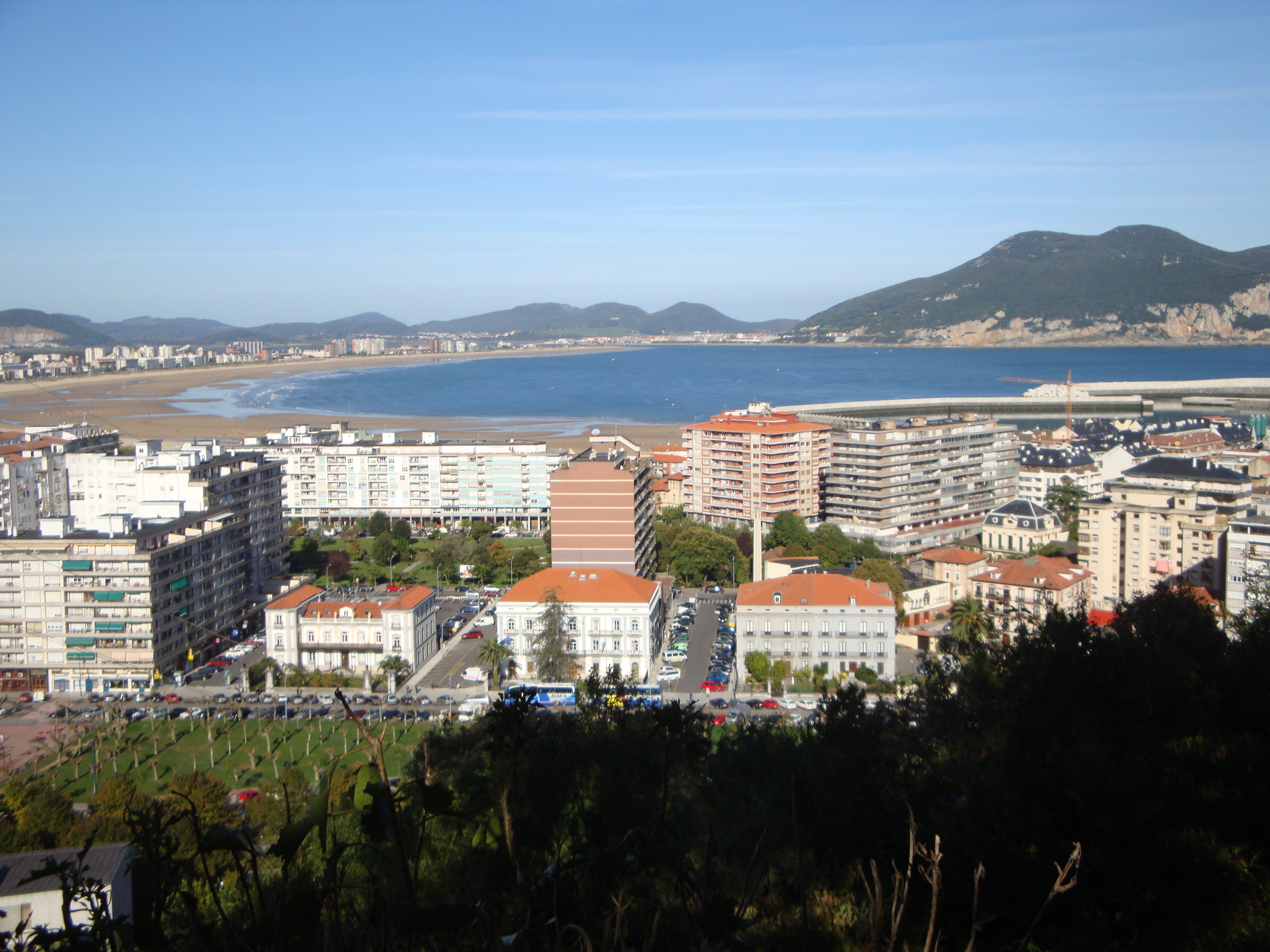
Ларедо, внизу Сантонья
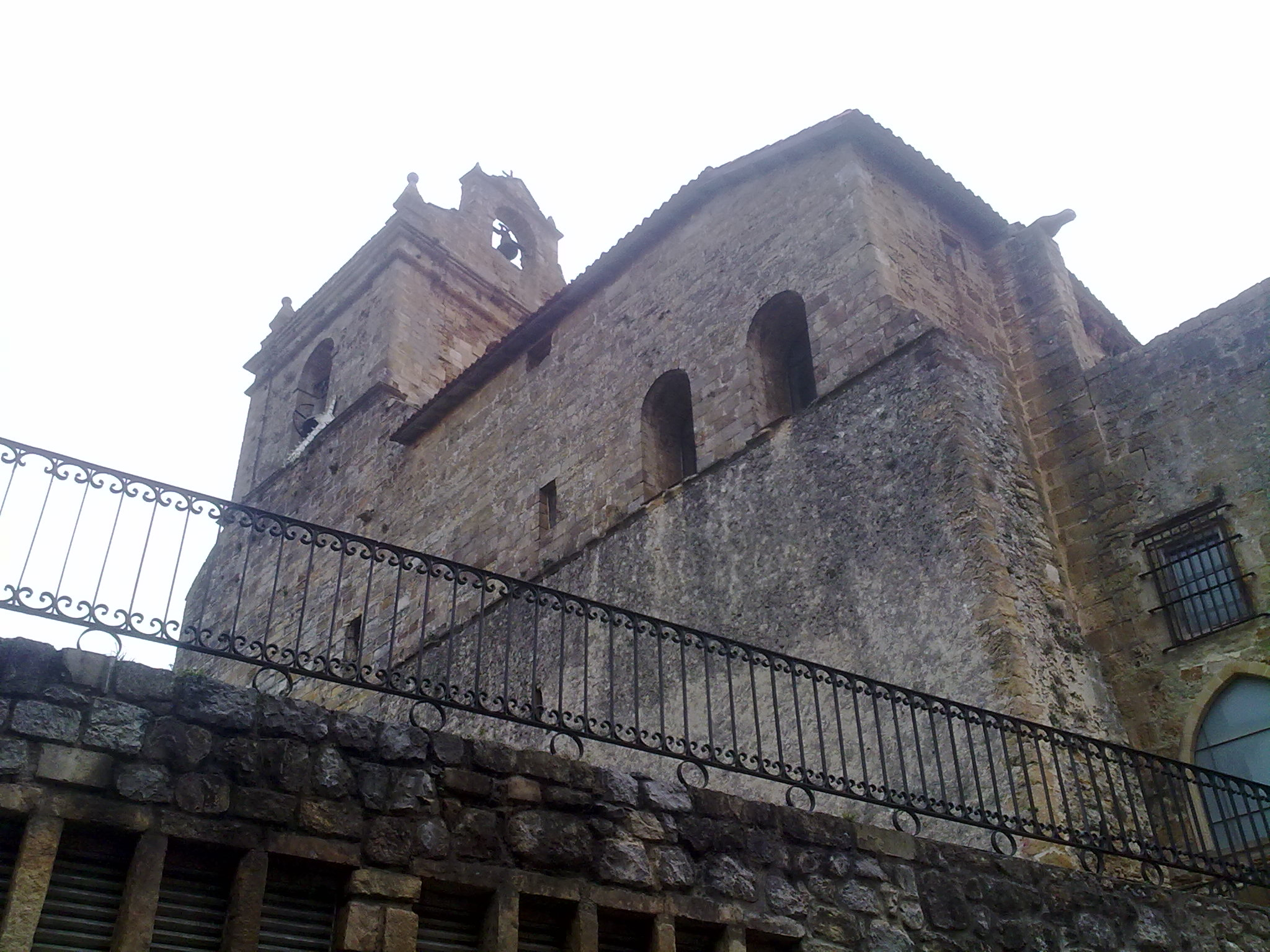
Церква Санта-Марія-де-ла-Асунсьйон
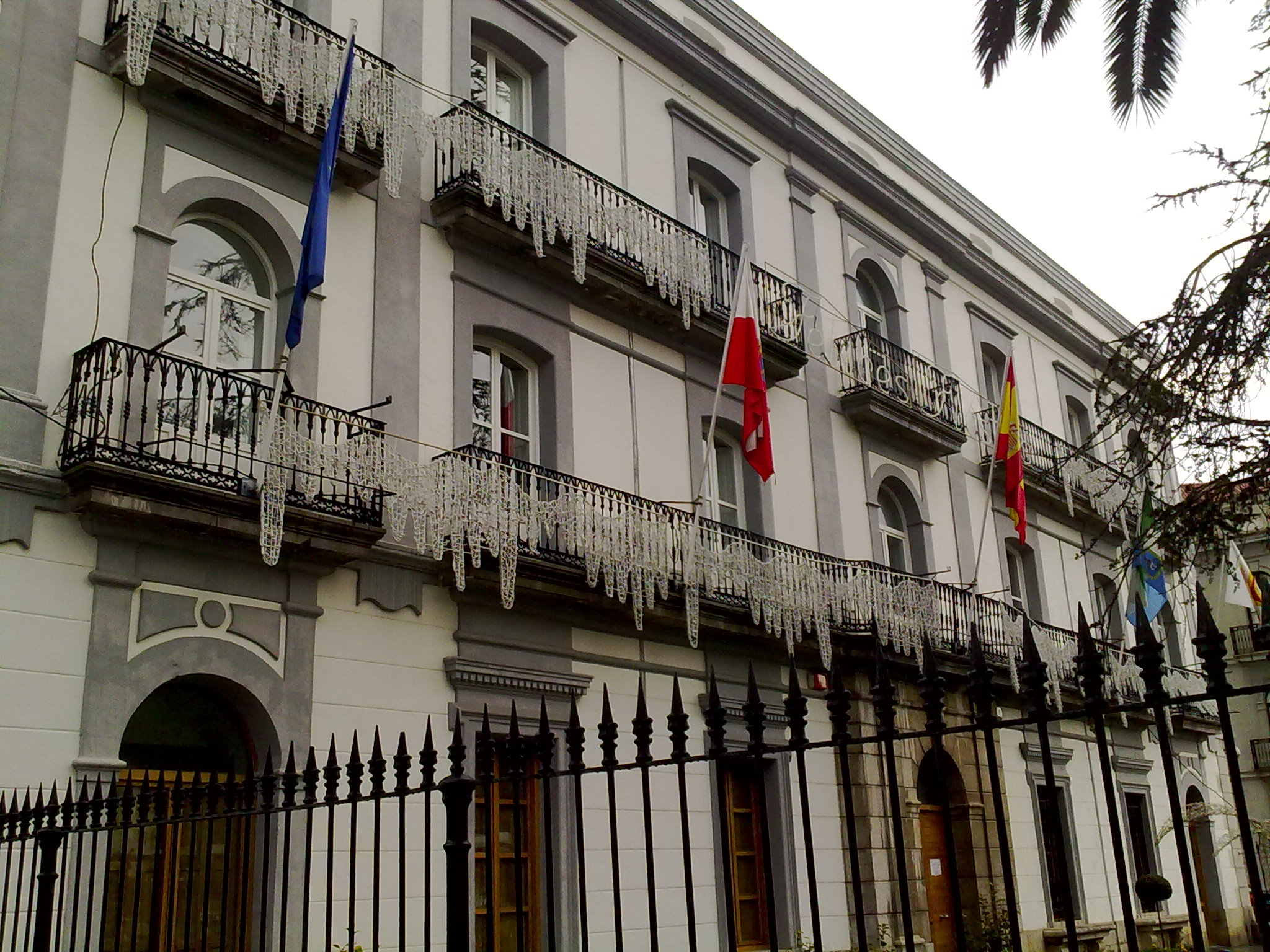
Муніципальна рада
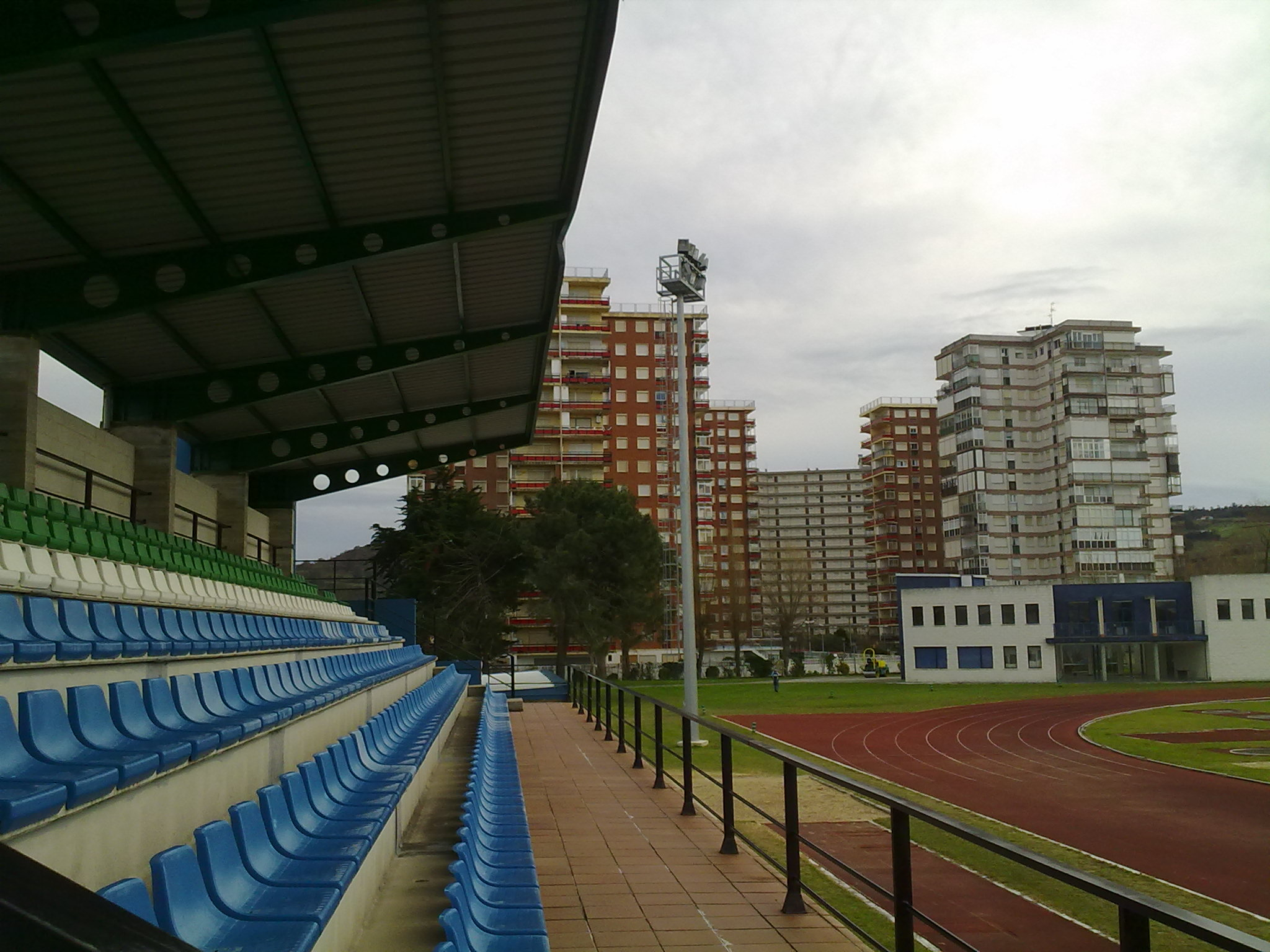
Муніципальний стадіон